# Stichopogon caffer
Stichopogon caffer är en tvåvingeart som beskrevs av Hermann 1907. Stichopogon caffer ingår i släktet Stichopogon och familjen rovflugor. Inga underarter finns listade i Catalogue of Life.